# Aliquid dare, aliquid retinere
Aliquid dare, aliquid retinere (Concedere qualcosa, tenere qualcosa per sé) è un brocardo in latino. 
È utilizzato nel diritto per indicare la reciproca concessione di qualcosa tra due parti, al fine di evitare o terminare il proprio disaccordo.